# Bill Cartwright
Pour les articles homonymes, voir Cartwright.
James William « Bill » Cartwright, né le 30 juillet 1957 à Lodi en Californie, est un ancien joueur américain de basket-ball, mesurant 2,16 m et jouant au poste de pivot. Il a évolué en National Basketball Association sous les couleurs des Bulls de Chicago durant la dynastie des Bulls dans les années 1990. Il est devenu ensuite entraîneur de basket-ball.

## Biographie

### Universitaire
Cartwright joue au niveau universitaire à l'université de San Francisco avec les Dons. Il est élu dans la deuxième équipe all-American (les meilleurs joueurs universitaires) en 1977 et 1979. Avec 19,1 points et 10,2 rebonds de moyenne par rencontre il inscrit 2 nouveaux records pour les Dons en carrière. Il aide son équipe à rejoindre le NCAA tournament (le tournoi final) à trois reprises : 1977, 1978 et 1979.
Statistiques
| Année | Équipe V-D | MJ  | T   | TT   | T%   | LF  | LFT | LF%  | RBs  | Moy. | Pts  | Moy. |
| ----- | ---------- | --- | --- | ---- | ---- | --- | --- | ---- | ---- | ---- | ---- | ---- |
| 1976  | 22-8       | 30  | 151 | 282  | 53.0 | 72  | 98  | 73.5 | 207  | 6.9  | 374  | 12.5 |
| 1977  | 29-2       | 31  | 241 | 426  | 56.6 | 118 | 161 | 73.3 | 262  | 8.5  | 600  | 19.4 |
| 1978  | 23-6       | 21  | 168 | 252  | 66.7 | 96  | 131 | 73.3 | 213  | 10.2 | 432  | 20.6 |
| 1979  | 22-7       | 29  | 268 | 443  | 60.6 | 174 | 237 | 73.4 | 455  | 15.7 | 710  | 24.5 |
| Total | 96-23      | 111 | 828 | 1406 | 58.9 | 460 | 627 | 73.4 | 1137 | 10.2 | 2116 | 19.1 |

V-D : victoires-défaites ; T : tirs réussis ; TT : tirs tentés ; LF : Lancers francs réussis ; LFT : Lancers francs tentés ; RBs : Rebonds ; Pts : Points marqués.

### NBA

#### Le joueur
Cartwright est choisi en 3e position lors du premier tour de la Draft 1979 de la NBA, par les Knicks de New York. C'est sous le maillot des Knicks qu'il a fait sa seule apparition à un NBA All-Star Game, lors de son année rookie (première année), en 1980. Le rendement de Cartwright lors de ses deux premières saisons à New York était plutôt bon avec une moyenne de plus de 20 points par matchs. Son temps de jeu par contre n'a cessé de diminuer, Cartwright étant même relégué sur le banc des remplaçants, après la sélection de Patrick Ewing lors de la Draft 1985 de la NBA.
Le 27 juin 1988 il est envoyé aux Bulls contre Charles Oakley. Les Bulls étaient alors à la recherche d'un grand pivot afin de pouvoir peser dans cette conférence Est, alors que les secteurs des points et de la défense était couverts par, respectivement, Michael Jordan et Scottie Pippen. Pour ce faire, les Bulls étaient prêts à se séparer de Oakley, pourtant meilleur rebondeur NBA en 1987 et 1988. Trois ans plus tard, les Bulls gagnaient leur premier titre NBA, battant les Lakers de Los Angeles lors de ces finals 1991. L'entraîneur à l'époque était Phil Jackson, ancien pensionnaire lui aussi des Knicks de New York. C'est avec la même ossature que les Chicagoans vont remporter le titre les deux années suivantes.
Durant sa période aux Bulls, Cartwight est victime d'un incident dans un match contre les Pacers de l'Indiana. En recevant un coup de coude sur la gorge, son larynx est endommagé et sa voix définitivement modifiée. En dédommagement Cartwright exige de connaître le nom de son "agresseur" mais s'est toujours refusé à le divulguer publiquement.

#### Relations avec Michael Jordan
L'échange Oakley-Cartwright n'a jamais plu à Michael Jordan. Il déclare d'ailleurs lors d'une interview[réf. nécessaire] "Why are we trading a 24-year-old guy for a 34-year-old guy?", traduit par « Pourquoi échanger un joueur de 24 ans pour un joueur qui en a 34 ? » (même si Cartwright en avait 31 au moment de l'échange). Oakley étant un ami très proche de Jordan, Jordan prit alors habitude de critiquer le nombre de balles perdues par Cartwright, même si les passes qu'il faisait au pivot n'étaient pas forcément très bonnes (on prétend qu'il adressait volontairement de mauvaises passe à Cartwright[réf. nécessaire]). L'ambiance entre les deux hommes ne s'est jamais vraiment arrangée, au point que l'entraîneur Phil Jackson faisait en sorte de ne pas les opposer directement lors des séances d'entraînement.

### Entraîneur
Peu de temps après sa retraite de joueur, Cartwright est recruté une nouvelle fois par les Bulls, en tant qu'entraineur adjoint auprès de Phil Jackson. Il remporte ainsi 2 nouveaux titres NBA en 1997 et 1998. À l'issue de cette saison 1997-1998, les Bulls entament un grand virage avec les départs entre autres de Michael Jordan et Scottie Pippen, tandis que Phil Jackson est remplacé par Tim Floyd. Dans ce long processus de reconstruction, Cartwright est nommé entraîneur après la démission de Floyd lors de la saison NBA 2001-2002. Son bilan est satisfaisant et Cartwright obtient le poste d'entraîneur la saison suivante. Il est limogé lors de la saison 2003-2004, Pete Myers assurant l'intérim avant l'arrivée de Scott Skiles.
En 2004, les Nets du New Jersey engagent Cartwright comme entraîneur adjoint de Lawrence Frank. En 2008, il est recruté par les Suns de Phoenix où il assiste Terry Porter.

### Famille
Il a 4 enfants : Justin, Jason, James et Kristin, qui ont tous un lien avec le milieu sportif. Justin est entraîneur dans les environs de Chicago, Kristin joue à l'Université de Northwestern, James à Lake Forest, et Jason fait du football américain à l'université de Miami-Ohio.

## Équipes successives
Joueur
- 1975 - 1979 :  San Francisco Dons (NCAA-I)
- 1979 - 1988 :  Knicks de New York (NBA)
- 1988 - 1994 :  Bulls de Chicago (NBA)
- 1994 - 1995 :  SuperSonics de Seattle (NBA)

Entraîneur
- 1996 - 2002 :  Bulls de Chicago (NBA) (assistant)
- 2002 - 2004 :  Bulls de Chicago (NBA)
- 2004 - 2008 :  Nets du New Jersey (NBA) (assistant)
- depuis 2008 :  Suns de Phoenix (NBA) (assistant)

## Palmarès
Joueur
- Champion NBA : 1991, 1992, 1993

Entraîneur
- Champion NBA : 1997, 1998

## Sources et références
1. ↑  (en) [PDF] L'histoire du NCAA Tournament
2. ↑  (en) Les statistiques de Oakley sur Basketball-reference